# Gilchrist Beach
Der Gilchrist Beach ist ein 1,5 km langer Geröllstrand auf der Nordseite der Insel Heard im südlichen Indischen Ozean. Er erstreckt sich westlich des Compton-Gletschers.
Der Strand war unter US-amerikanischen Robbenjägern seit mindestens 1860 unter den Namen Rocky Beach und Stoney Beach bekannt. Der heute geläufige Name geht auf Teilnehmer einer Kampagne im Rahmen der Australian National Antarctic Research Expeditions zurück, die 1948 Vermessungen der Insel Heard vornahmen. Namensgeber ist Alan R. Gilchrist (1921–2008), der Arzt bei dieser Forschungsreise.